# Banverket

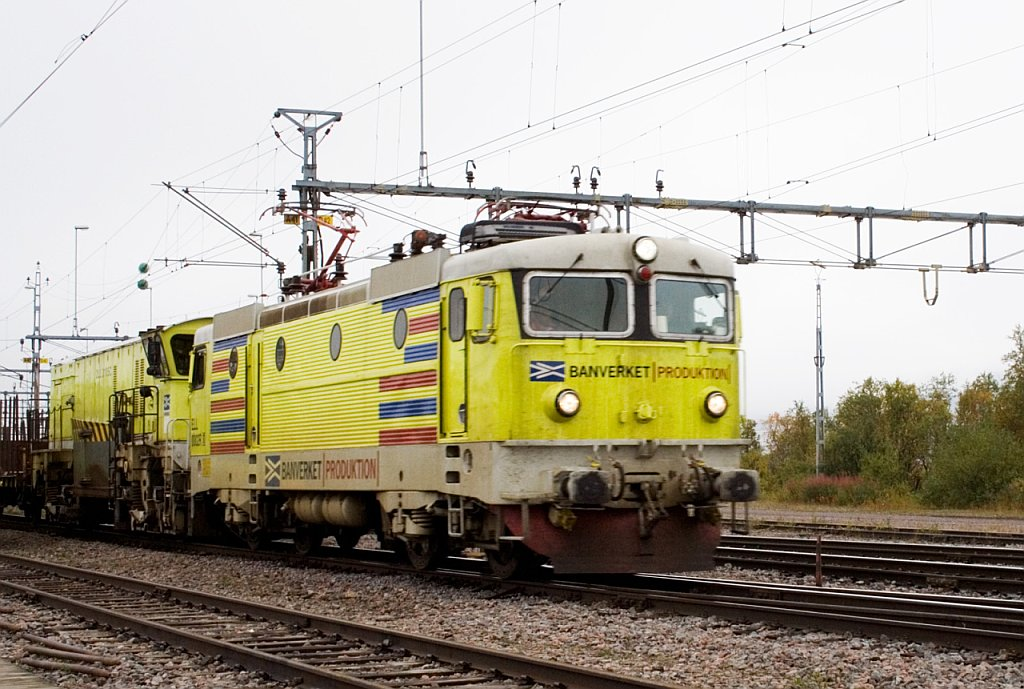
Pracovní vlak společnosti Banverket v Kiruně

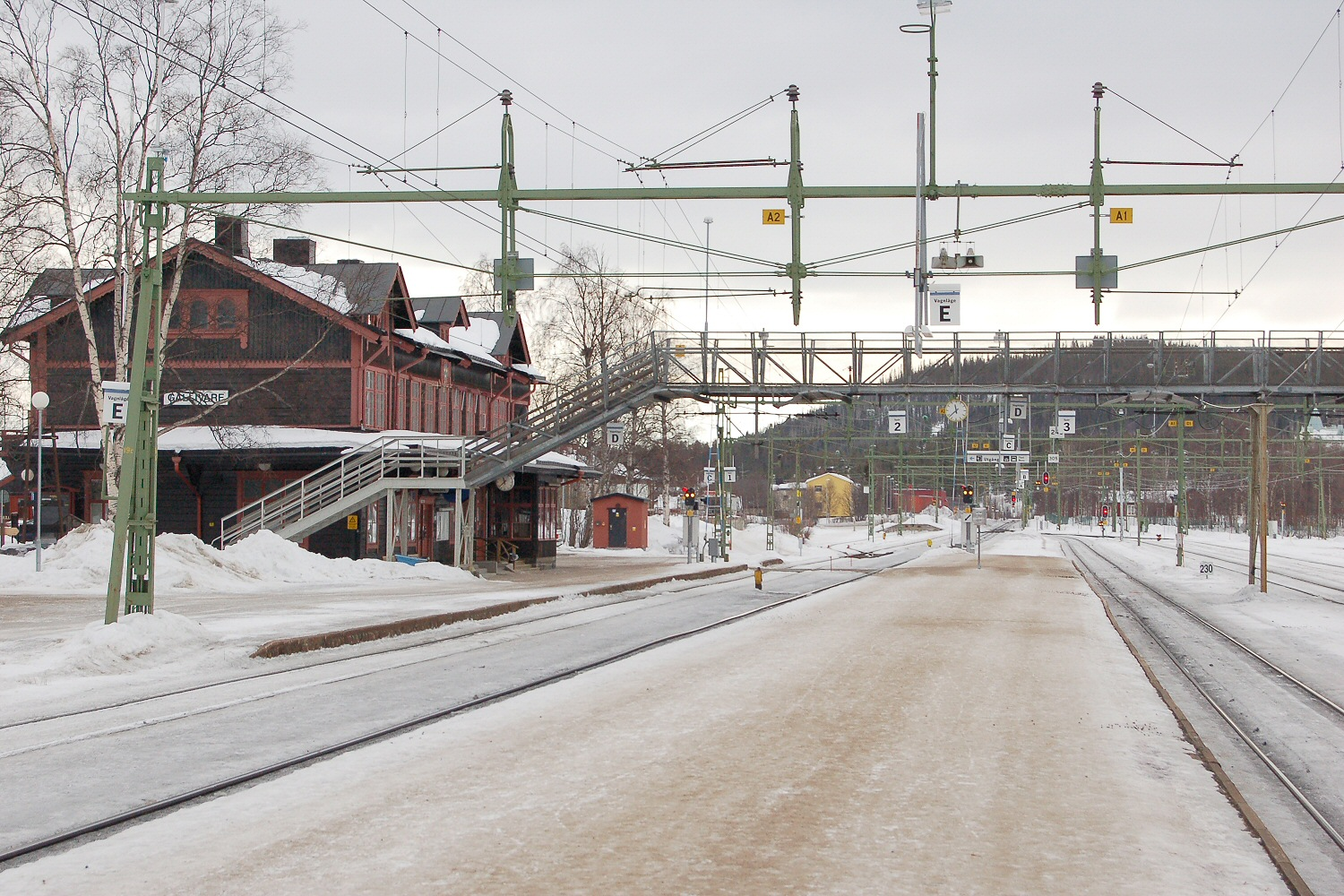
Stanice Gällivare na síti Banverket

Banverket (VKM: BV) se sídlem v Borlänge byl v letech 1988 až 2010 organizací odpovědnou za provozování švédské železniční sítě. Byla řízená švédským Ministerstvem hospodářství a zaměstnávala asi 6500 zaměstnanců.

## Historie
Tak jako v jiných evropských zemích byly i ve Švédsku za provozování dráhy a údržbu a rozvoj železniční infrastruktury odpovědné státní železnice Statens Järnvägar (SJ). Tyto povinnosti však byly již v roce 1988 vyčleněny do samostatného státního podniku Banverket. Tímto oddělením provozování dráhy a provozování drážní dopravy se tak Švédsko stalo evropským lídrem liberalizace železniční dopravy.
Součástí Banverket byla také švédská železniční inspekce Järnvägsinspektionen, její pravomoci však po svém utvoření v roce 2004 převzal nezávislý švédský drážní úřad Järnvägsstyrelsen.
K 1. dubnu 2010 Banverket zanikl sloučením se správcem silniční infrastruktury Vägverket a organizací Statens institut för kommunikationsanalys do nově zřízeného celku Trafikverket.